# Biely potok (dopływ Hornadu)
Biely potok – potok, prawy dopływ Hornadu na Słowacji. Cała jego zlewnia znajduje się w Słowackim Raju. Głęboka dolina Bielego potoku oddziela dwa płaskowyże Słowackiego Raju: Glac i Geravy. Biely potok spływa w północno-wschodnim kierunku i na wysokości około 520 m uchodzi do Hornadu. Następuje to pod mającymi około 150 m wysokości ścianami galerii o nazwie Tomášovský výhľad.
Biely potok ma kilka niewielkich dopływów wypływających z bocznych dolinek. Najważniejsze z nich to Kyseľ spływający dolinką Kyseľ i Sokol spływający Sokolią doliną.
Dolina Bielego potoku ma nazwę Tomášovská Belá. Jest to jedna z najdłuższych dolin Słowackiego Raju, uważana jest też za jedną z najdzikszych. Prowadzi nią znakowany szlak turystyczny. 
Szlak turystyczny
  rozdroże Pod Tomášovským výhľadom –  Kyseľ, ústie – Sokolia dolina, ústie – Klauzy – Predný Hýľ – rozdroże Geravy – Dedinky.